# Операция «Linebacker II»
Операция Linebacker II («Лайнбэкер», также «рождественские бомбардировки») — стратегические бомбардировки военных объектов и инфраструктуры Северного Вьетнама авиацией США с 18 по 29 декабря 1972 года. Операция проводилась по приказу президента США Никсона.
13 декабря 1972 года делегация Северного Вьетнама покинула Париж, где проводились мирные переговоры, ввиду того что южновьетнамский президент Тхиеу заставил американскую делегацию выдвинуть явно неприемлемые для северовьетнамской стороны предложения, уже после того как в октябре были достигнуты договорённости об условиях и чуть ли не о конкретной дате перемирия. Для того, чтобы заставить Северный Вьетнам вернуться обратно к переговорам и было решено нанести массированные бомбовые удары по Ханою и Хайфону.
Целями бомбардировок были все военные, а также и другие стратегически важные объекты (железнодорожные узлы, мосты, автодороги, электростанции и металлургические предприятия) в районе Ханоя и Хайфона.
В операции участвовали бомбардировщики B-52, действовавшие с авиабаз Утапао (Таиланд) и Андерсен (остров Гуам).

## Проведение
Операция началась вечером 18 декабря 1972 года, одновременным ударом по основным аэродромам базирования авиации северовьетнамской армии. В дальнейшем основные усилия ВВС США были сосредоточены на разрушении важных промышленных объектов, расположенных в районе столицы ДРВ — г. Ханой, главного морского порта Хайфон и основного индустриального района Тхайнгуен.
Первый удар по Ханою был нанесён 19 декабря в 4 часа утра. Операция проводилась методом так называемых «ковровых бомбардировок». 25 тонн бомб, которые сбрасывал каждый из участвовавших в операции бомбардировщиков B-52, сравнивали с землей всё находившееся на площади равной 30 футбольным полям. Общий тоннаж сброшенных бомб приближался к 20 000 тонн, что соответствует тротиловому эквиваленту атомной бомбы, сброшенной на Хиросиму.
22 декабря цепочка бомб, сброшенных с одного из бомбардировщиков B-52, поразила госпиталь Батьмай, расположенный в километре от аэродрома Батьмай. Пациенты госпиталя были эвакуированы, но 28 врачей, медсестёр и фармацевтов погибли под американскими бомбами. Этот эпизод широко освещался активистами антивоенного движения в США.

## Потери
По официальной американской информации потери американской авиации составили 15 B-52 (все от вьетнамских ЗУР С-75), 2 F-111 (зенитная артиллерия), по два А-7 и A-6 (ЗУР), 3 F-4 (ЗУР и в воздушном бою с вьетнамскими МиГ-21), плюс три ЛА прочих типов (RA-5C, EB-66E, HH-53)). Всего во время войны по американским данным было потеряно 31 B-52, из них 14 небоевые потери, см. Потери самолётов во Вьетнамской войне), которые были сбиты средствами ПВО Северного Вьетнама, в основном, ЗРК советского производства С-75.
По данным советской стороны, только во время операции Linebacker II потеряны были 34 B-52.
Потери B-52 составили: по американским данным — 8 % от общего числа атаковавших самолётов, по советским данным — 18 %.
Кроме того, было сбиты 11 самолётов других типов.
В ходе отражения налётов авиации США в декабре 1972 года истребительная авиация ДРВ совершила 31 самолетовылет (27 на МиГ-21 и 4 на МиГ-17). Произошли 8 воздушных боев, в которых сбиты 7 самолетов США (два В-52, четыре F-4 и один RA-5С), а со стороны ДРВ — 3 самолета МиГ-21.
Потери Северного Вьетнама составили 1624 гражданских лиц, потери военных неизвестно.

## Результат и последствия
29 декабря операция Linebacker II была прекращена. Во время проведения операции для бомбардировки Северного Вьетнама было совершено в общей сложности 741 самолётовылетов B-52; 729 из них увенчались успехом. B-52 сбросили в общей сложности 15 237 тонн боеприпасов на 18 промышленных и 14 военных целей (включая восемь позиций ЗУР), тактическая авиация сбросила ещё 5000 тонн бомб.
В начале января 1973 года мирные переговоры возобновились и уже 27 января 1973 года было подписано Парижское мирное соглашение. Согласно ему, американские войска полностью покидали Южный Вьетнам и демонтировали все свои военные базы. Выполняя подписанное соглашение, 29 марта того же года США завершили вывод своих войск из Южного Вьетнама, а 1 апреля Северный Вьетнам завершил процедуру репатриации американских военнопленных.
Операция продемонстрировала, что даже относительно плотная ПВО, основанная на системах С-75 и включавшая около 30-40 дивизионов, не может остановить крайне массированный (когда в общей сложности на каждый ракетный комплекс приходилось по 6 атакующих бомбардировщиков[уточнить]) налёт стратегических бомбардировщиков, даже когда те летают по известным маршрутам и над очень ограниченной территорией. Однако американцы понесли большие потери, и Северный Вьетнам не утратил боеспособности.
Пилот ВМС США Уильям Лоренс, находившийся во вьетнамском плену, вспоминал, какой эффект произвели «рождественские бомбардировки» на вьетнамцев и американских военнопленных:

Но вот из-за чего надежды наши реально возросли, так это когда B-52 прилетели и нанесли бомбовый удар по Ханою. Рождество 72-го. Именно тогда мы поняли, что северные вьетнамцы стали относиться ко всему совсем по-другому. Мы замечали это в поведении охранников, официальных лиц, посещавших лагерь. Те бомбардировки с B-52… они изменились, наглая самоуверенность сменилась желанием покончить с войной. Мне это было видно. Они устали воевать. После стольких лет жертв и лишений, войну принесли уже в самое сердце страны. Думаю, именно тогда мы начали говорить себе: 'Теперь всё — дело времени'.
— Воспоминания адмирала Уильяма Лоренса в книге Ала Сантоли "Всё, что было у нас"
В то же самое время американская газета The Washington Post назвала операцию «Linebacker II» одним из самых диких и бессмысленных актов войны, из всех тех, которые были организованы суверенными нациями.